# Monias benschi
La monia di Bensch o mesite monias (Monias benschi Oustalet e G. Grandidier, 1903) è un uccello terricolo della famiglia dei Mesitornithidae, endemico del Madagascar. È l'unica specie del genere Monias.

## Descrizione
È un uccello terricolo di medie dimensioni, spesso descritto come simile ad un rallo. Questa specie ha un lungo becco ricurvo all'ingiù che la distingue dagli altri membri della famiglia. Entrambi i sessi hanno il dorso grigiastro e dei sottili sopraccigli bianchi. Le regioni inferiori sono bianche; il maschio presenta delle macchie nere a forma di mezzaluna ai lati del collo e sulla parte superiore del petto. La femmina ha delle macchie rossastre che si confondono con lo sfondo, anch'esso rossastro, ed una macchia marroncina sulla guancia.

## Biologia
Si nutre sul suolo di piccoli vertebrati, semi e frutta, che può anche rintracciare scavando sotto la superficie.
I nidi di questi uccelli sono costituiti da piattaforme di rami ben in vista, edificate nella boscaglia a 2 metri dal suolo. Vi vengono deposte una o due uova. L'incubazione e l'allevamento dei piccoli vengono effettuate da entrambi i sessi. Possono essere sia poliandrici che poliginici.

## Distribuzione e habitat
Monias benschi
     Mesitornis unicolor
     Mesitornis variegatus

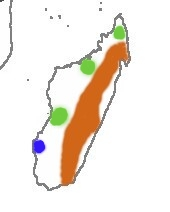
Areale di
Monias benschi
Mesitornis unicolor
Mesitornis variegatus

Il suo areale è ristretto ad una piccola regione di pianura del Madagascar sud-occidentale.
Popola le radure della foresta spinosa, dal livello del mare fino a una altitudine di 130 metri.

## Stato di conservazione
La popolazione di questa specie, nonostante sia estremamente ristretta da un punto di vista geografico, non è ridottissima. È molto vulnerabile, però, a causa del degrado dell'habitat, dei predatori, della caccia, della mancanza di una protezione ufficiale e dell'areale molto ristretto.